# Skein (cómic)
Skein (nombre real Sybil Dvorak, también conocido como Gypsy Moth y Sybarite) es una personaje rumana, una supervillana mutante que aparece en los cómics estadounidenses publicados por Marvel Comics.

## Historial de publicaciones
El personaje apareció por primera vez en Spider-Woman # 10 como Gypsy Moth, y fue creado por Mark Gruenwald y Carmine Infantino.

## Biografía ficticia
Sybil Dvorak nació en Focşani, Rumania a la sombra de los Cárpatos. Fue criada por Romani y pasó gran parte de su tiempo sola cuidando sus jardines y enfocándose en sus poderes mutantes: la capacidad de manipular y controlar materiales telequinéticamente con su mente. Le encantaba cómo la sensación de la fibra, como los tejidos suaves y las flores, se sentía en su tacto mental; los objetos duros le resultaban abrasivos.
Deambulando por el set de una nueva versión de la película Drácula, que estaba siendo filmada en Rumania, conoció a la estrella, Jason Reed. Él se enamoró de ella y la convenció de que fuera con él a su casa en Los Ángeles. Dvorak era esencialmente una prisionera en la casa, ya que era una inmigrante ilegal ya que Reed no se casaría con ella. Reed estaba constantemente ausente en "viajes", y Dvorak temía que estuviera teniendo aventuras. Se tejió un disfraz usando sus poderes, comenzó a llamarse Gypsy Moth y dirigió sus sentimientos de ira y traición atacando las reuniones sociales de Hollywood. Jessica Drew (Spider-Woman) se enfrentó a Gypsy Moth en una de esas reuniones y le ofreció su amistad, pero Dvorak trató de matarla en respuesta, insistiendo en que no necesitaba amigos. El novio de Drew, el agente de S.H.I.E.L.D. Jerry Hunt, le disparó a Gypsy Moth y la dejó inconsciente. Sin embargo, Spider-Woman se llevó a Gypsy Moth lejos de la fiesta para que las autoridades no se la llevaran.
Poco después, Sybil logró obtener su ciudadanía estadounidense y una inclusión en el testamento de su esposo Jason Reed. Cuando murió de un supuesto vaso sanguíneo obstruido en su corazón, ella heredó su hogar y su riqueza. 
Ella tomó el nombre de Sybarite y usó estos nuevos activos para comenzar un culto hedonista. "Sybarite" pagó a sus seguidores drogas ilegales a cambio de prendas suaves y cuerpos de animales, que robaron y saquearon de diversas fuentes. Sus seguidores capturaron a Spider-Woman en una salida y la llevaron ante Gypsy Moth. Spider-Woman la atacó y la derrotó en batalla. Mientras yacía inconsciente, Gypsy Moth fue secuestrada por Locksmith y Tick-Tock.
Spider-Woman también fue capturada por Tick-Tock y Locksmith. Gypsy Moth se vio obligada a trabajar con su némesis para escapar, y luego enredó a Locksmith y Tick-Tock en sus propias ropas, dejándolos al aire libre para que la policía los encontrara. Luego aceptó a regañadientes una invitación de Spider-Woman a una fiesta de victoria para los ex cautivos de Locksmith. Durante la fiesta, Magnus el Hechicero lanzó un hechizo que quitó todo recuerdo de Spider-Woman. Sin tener idea de dónde estaba o cómo llegó allí, Gypsy Moth huyó; sin embargo, los efectos del hechizo se disiparon poco después.
Shroud, otro compañero prisionero de Locksmith, rastreó a Gypsy Moth y la reclutó para Night Shift, una banda de villanos con sede en Los Ángeles. Tick-Tock, su ex captor, también era miembro. El Night Shift usó las alcantarillas de Los Ángeles para moverse por la ciudad; cuando estas alcantarillas fueron invadidas por los sujetos de prueba mutados del Power Broker, Shroud empleó al Night Shift para poner fin a las operaciones del Power Broker. Ella y Night Shift lucharon contra el Caballero Luna en la Torre de las Sombras. Gypsy Moth luchó contra la segunda Spider-Woman (Julia Carpenter) durante una pelea entre Night Shift y los Vengadores de la Costa Oeste. Gypsy Moth le preguntó a Carpenter si estaba relacionada con Spider-Woman que había conocido anteriormente; Carpenter dijo que no lo estaba. Se dieron cuenta de que Satannish había tomado parte de sus almas y luchó contra él.
Gypsy Moth más tarde abandonó al Night Shift, y se unió a los Maestros del Mal de Crimson Cowl. Gypsy Moth ayudó a los otros Maestros del Mal en su búsqueda del legado de Justin Hammer, ayudándolos a luchar contra Hombre Planta, Hawkeye y Songbird. El legado de Justin Hammer fue una bio-toxina que podría matar a miles de superhumanos. Hawkeye intentó convencer a Gypsy Moth y a la mayoría de sus compañeros de equipo para que cambiaran de bando y lo ayudaran a evitar que Crimson Cowl obtuviera la toxina. Gypsy Moth se puso del lado de Hawkeye "por diversión", diseñó un nuevo disfraz para ella y cambió su nombre a Skein.
Sybil (Skein), como parte del equipo de Thunderbolts de Hawkeye, ayudó a frustrar a Crimson Cowl al desenredar efectivamente el disfraz de Crimson Cowl, dejándola impotente. Como miembro de los Thunderbolts, Sybil luchó contra un equipo de S.H.I.E.L.D. y estuvo presente cuando el equipo original de Thunderbolts regresó a la Tierra después de tener su propia aventura en Contra-Tierra.
Posteriormente, los dos equipos de Thunderbolts se reunieron para una celebración. Los miembros de los dos equipos contemplaron si quedarse o dejar el grupo; Sybil anunció que no tenía intención de quedarse. Parte de la razón por la que Sybil se había quedado con el equipo era el desafío de seducir a Songbird, pero una vez rechazada, no vio ninguna razón para quedarse. Ella retuvo sus poderes después del M-Day. 
Durante la historia de Dark Reign, Skein se revela como miembro del nuevo equipo de la Iniciativa para el estado de Delaware, las Mujeres Guerreras.
Durante la historia de Spider-Island, Sybil regresó a la identidad de Gypsy Moth, así como a su vida criminal al crear un nuevo disfraz. Después de ser contratada por Spider-Queen para secuestrar a Alicia Masters, ella usó sus poderes para sellar la boca de Spider-Woman y cambiar su disfraz por otro traje de Gypsy Moth, lo que llevó a la Mole a atacar por error a la heroína amordazada. Después de quitarse la mordaza y la máscara, Spider-Woman logró derrotar a Spider-Queen y rescatar a Alicia.
Sybil apareció más tarde como miembro de Menagerie (que también consistía en los villanos de temática animal Hippo, Conejo Blanco y un nuevo villano llamado Panda-Mania). Estaban en un alboroto robando huevos caros de una subasta hasta que llegó Spider-Man. Cuando Conejo Blanco se refirió a ella como "Gypsy Moth", Sybil le dijo a Conejo Blanco que la llamara Skein con Conejo Blanco protestando porque llamaba al grupo Menagerie debido a los temas animales de los villanos. Durante la batalla, Skein destruyó el atuendo de Spider-Man, a excepción de la máscara, dejándolo desnudo frente a los transeúntes. Ella y Menagerie son derrotados por Spider-Man. Skein y el resto de la colección de animales poco después cometen un robo de diamantes que condujo a otra derrota a manos de Spider-Man.
Durante la parte de "Opening Salvo" de la historia de "Imperio Secreto", Sybil es una vez más vista como Gypsy Moth, donde es reclutada por el Barón Helmut Zemo para unirse al Ejército del Mal.
Durante la historia de "Spider-Geddon", Sybil en su alias de Skein se ve con los miembros de Night Shift, Digger, Dansen Macabre, los Hermanos Grimm y el nuevo miembro Waxman cuando roban un autobús. Durante este robo, Skein le roba la ropa a la gente del autobús. El grupo se ve frustrado por Superior Octopus, cuyo atuendo fue hecho para ser inmune a las habilidades de Skein. Superior Octopus acepta ahorrarles más dolor a cambio de que Night Shift se convierta en sus agentes, donde los compensará con sus propios fondos. Aceptan los términos y se les ordena que devuelvan los artículos robados. Superior Octopus se va y les aconseja que nunca se crucen con él o no vivirán lo suficiente para arrepentirse.

## Poderes y habilidades
Sybil tiene la capacidad de manipular materiales y objetos telequinéticamente con su mente. Debido a que toda la materia tiene una "textura" poderosa y específica en su mente, ella prefiere manipular solo sustancias "blandas" como fibras y otras sustancias maleables que producen (esta preferencia se extiende hasta el punto de que tiene una fuerte aversión a manipular mentalmente cualquier cosa dura o sólido). Por tanto, limita su manipulación a sustancias tales como tejidos (tanto orgánicos como sintéticos) y tejidos orgánicos como el de plantas o animales. La cantidad máxima de material que puede manipular a la vez es equivalente a la cantidad de peso que puede levantar físicamente. Al concentrarse, puede levitarse y moverse por el aire como si estuviera nadando, a una velocidad máxima de 20 millas por hora durante períodos de hasta media hora antes de cansarse del esfuerzo mental. Puede transportar cargas que no pesen más que su propio peso corporal mientras está en el aire.

### Canon de las alas de Sybil
El canon de Marvel es inconsistente con la naturaleza de sus alas. Su historia de origen en Spider-Woman # 48 relata que ella "tejió" sus alas usando su poder telequinético. Sin embargo, su primera aparición en Spider-Woman # 10 muestra que sus alas crecen por rendijas en la piel de su espalda, e incluso estableció que están conectadas a su sistema nervioso.